# Wolfgang du Palatinat
Wolfgang von der Pfalz, dit l'Ancien (né le 31 octobre 1494 à Heidelberg, mort le 2 avril 1558 à Neumarkt in der Oberpfalz) est un comte palatin de Neumarkt et stathouder du Haut-Palatinat, membre de la maison de Wittelsbach.

## Biographie
Wolfgang était le fils de l'électeur Philippe Ier du Palatinat (1448-1508) issu de son mariage avec Marguerite (1456-1501), fille du duc Louis IX de Bavière. Wolfgang est destiné à une carrière ecclésiastique et est d'abord éduqué par Jean Œcolampade à la cour de son père à Heidelberg, puis à l'université de Mayence. Il appris les langues anciennes et a un enthousiasme pour l'antiquité. Avant 1515, il obtient des postes de chanoine à Augsbourg, Wurtzbourg et Spire en guise de préparation à cette carrière. À l'université de Paris, où il s'installe ensuite, il fait la connaissance de Jérôme Aléandre l'Ancien. Le 14 mars 1515, il s'inscrit à l'université de Wittenberg, où il est rector magnificentissimus. Sa connaissance de Luther est décisive dans l'accueil chaleureux que le réformateur reçoit à la cour d'Heidelberg en 1518. En 1524, Wolfgang démissionne de la classe laïque.
Wolfgang, chevalier de l'Ordre Teutonique en 1522, reçoit l'électorat de Neumarkt en 1524 et devient stathouder du Haut-Palatinat à Amberg en 1544. On le considère comme un ami et un mécène de la science. Il meurt célibataire et sans enfant. Il est enterré dans l'église du Saint-Esprit de Heidelberg.